# Henschel Hs 127
L'Henschel Hs 127 era un bombardiere medio bimotore ad ala bassa realizzato dall'azienda tedesca Henschel Flugzeugwerke AG nel 1937 e rimasto a livello di prototipo.

## Storia del progetto
Nel 1935 il Reichsluftfahrtministerium (RLM) emise una specifica per la fornitura di una nuova tipologia di velivolo da combattimento detta schnellbomber, bombardiere veloce, essenzialmente un bombardiere medio bimotore ad alte prestazioni, da assegnare ai futuri reparti. I requisiti tecnici richiesti erano la possibilità di trasportare un carico bellico tra i 500 e gli 800 kg di bombe, il raggiungimento della velocità massima di 500 km/h mantenuta per almeno 30 min, una velocità di crociera non inferiore ai 450 km/h, una tangenza massima di 7 000 raggiungibile in 25 min, l'installazione di una mitragliatrice difensiva da 500 colpi.
Alla richiesta risposero la Henschel con il suo Hs 127, la Bayerische Flugzeugwerke AG, diventata in seguito Messerschmitt AG, con il Bf 110 e la Junkers GmbH che presentò il suo Ju 88.

## Tecnica
L'Hs 124 era un velivolo realizzato interamente in metallo e dall'aspetto convenzionale per l'epoca che, pur nelle sue diverse configurazioni, manteneva un aspetto comune: monoplano bimotore ad ala bassa con coda ad impennaggio monoderiva e carrello retrattile.
La fusoliera, a sezione ellittica, era caratterizzata da una cabina di pilotaggio chiusa a due posti affiancati ed un muso completamente vetrato per l'osservatore/puntatore. Posteriormente terminava in un impennaggio tradizionale monoderiva con i due piani orizzontali montati a sbalzo.
La configurazione alare era monoplana con l'ala montata bassa a sbalzo e dotata di un moderato angolo di diedro positivo; le due semiali si rastremavano, raccordandosi verso l'estremità alare. Era inoltre dotata di una coppia di alettoni esterni integrati da due flap interni per le manovre di atterraggio.
Il carrello d'atterraggio era biciclo, anteriormente retrattile con movimento retrogrado nelle gondole motore, dotato di impianto frenante idraulico ed integrato posteriormente da un ruotino d'appoggio posizionato sotto la coda.
La propulsione era affidata a due motori Daimler-Benz DB 600D posti sul bordo d'attacco alare, un 12 cilindri a V rovesciata raffreddato a liquido e capace di esprimere una potenza pari a 850 CV (634 kW).

## Utilizzatori
Germania
- Luftwaffe